# Ferrovia Nizza-Breglio
La ferrovia Nizza - Breglio (in francese ligne de Nice à Breil-sur-Roya) è una linea ferroviaria francese situata interamente all'interno del dipartimento delle Alpi Marittime e collega la valle del Roia alla costa mediterranea; a Breglio incontra la Cuneo-Limone-Ventimiglia. Originariamente progettata per consentire il rapporto tra l'Europa nord-occidentale e la Riviera ligure, oggi ha il carattere di una linea secondaria.

## Percorso
| Continuation backward |

| Station on track |

| 77+716 |
| 44+086 |

|  | Unknown route-map component "ABZgl" | Unknown route-map component "CONTfq" |

| Unknown route-map component "tSTRa" |

| Unknown route-map component "tSTRe" |

| Station on track |

| Unknown route-map component "tSTRa" |

| Unknown route-map component "tGIPl" |

| Unknown route-map component "tSTRe" |

| Station on track |

| Station on track |

| Station on track |

| Station on track |

| Stop on track |

| Station on track |

| Straight track |

| Station on track |

| Stop on track |

| Stop on track |

| Non-passenger station/depot on track |

|  | Unknown route-map component "ABZg+l" | Unknown route-map component "KDSTeq" |

|  |  | Straight track | Unknown route-map component "STR+l" | Unknown route-map component "CONTfq" |

|  |  | Unknown route-map component "STRo" | Unknown route-map component "STRo" |  |

|  |  | Unknown route-map component "BHF-L" | Unknown route-map component "BHF-R" |  |

| 2+027 |
| 0+000 |

|  |  | One way leftward | Unknown route-map component "ABZg+r" |  |

|  |  |  | Continuation forward |